# Roy Wegerle
Roy Common Wegerle (* 19. März 1964 in Pretoria, Südafrika) ist ein ehemaliger Fußballspieler.
Mit der Nationalmannschaft der USA nahm er an den Weltmeisterschaften 1994 und 1998 teil. Unter dem ehemaligen National-Coaches des US-Teams Bora Milutinović (1994) und Steve Sampson (1998) wurde er mehrfach als Stürmer aufgestellt. Insgesamt bestritt Wegerle 41 Länderspiele und erzielte dabei sieben Tore. Als südafrikanischer Einwanderer mit schwäbisch-niederländischem Ursprung hätte Wegerle auch die Berechtigung gehabt, für andere Nationalmannschaften zu spielen (England, Südafrika, Deutschland, Niederlande), jedoch entschied er sich, für den Fußballverband der USA zu spielen.
Vor seinem Karriereende 1998 war er Interimscoach und Spieler bei den Colorado Rapids in der Major League Soccer (MLS) in den USA. Seine aktive Karriere beendete er bei den Tampa Bay Mutiny.
Wegerle ist heute professioneller Golfer und Co-Moderator einer Fußballsportsendung im amerikanischen Fernsehen.